# John Fabian
John McCreary Fabian (Goosecreek, 28 gennaio 1939) è un ex astronauta statunitense che ha partecipato a due missioni spaziali (STS-7 e STS-51-G) come specialista di missione.